# Aphytis angustus
Aphytis angustus är en stekelart som beskrevs av Compere 1955. Aphytis angustus ingår i släktet Aphytis och familjen växtlussteklar.
Artens utbredningsområde är Taiwan. Inga underarter finns listade i Catalogue of Life.